# Ben Hinshelwood
Pour l’article homonyme, voir Hinshelwood.
Pas d'image ? Cliquez ici

a Compétitions nationales et continentales officielles uniquement.

b Matchs officiels uniquement.
Dernière mise à jour le 22 janvier 2012.
Benjamin Gerald Hinshelwood, plus connu sous le nom Ben Hinshelwood, né le 22 mars 1977 à Melbourne, est un joueur écossais de rugby à XV qui a joué avec l'équipe d'Écosse de 2002 à 2005, évoluant au poste d'arrière.

## Biographie
Ben Hinshelwood obtient sa première cape internationale le 15 juin 2002 contre l'équipe du Canada. Il participe au Tournoi des Six Nations de 2004 à 2005. Il participe à la Coupe du monde 2003 (4 matchs joués, battu en quart de finale). Il joue en 2005-2006 avec le club des Worcester Warriors. Il met fin à sa carrière en 2005 en raison d'un blessure.

## Statistiques en équipe nationale
- 19 sélections
- 5 points (1 essai)
- Sélections par années : 4 en 2002, 5 en 2003, 8 en 2004, 1 en 2005
- Tournois des Six Nations disputés : 2004 et 2005
- Participation à une Coupe du monde de rugby en 2003.

## Palmarès
Avec Worcester
- Bouclier européen
  - Finaliste (1) : 2005[3]